# Mittelsibirisches Bergland

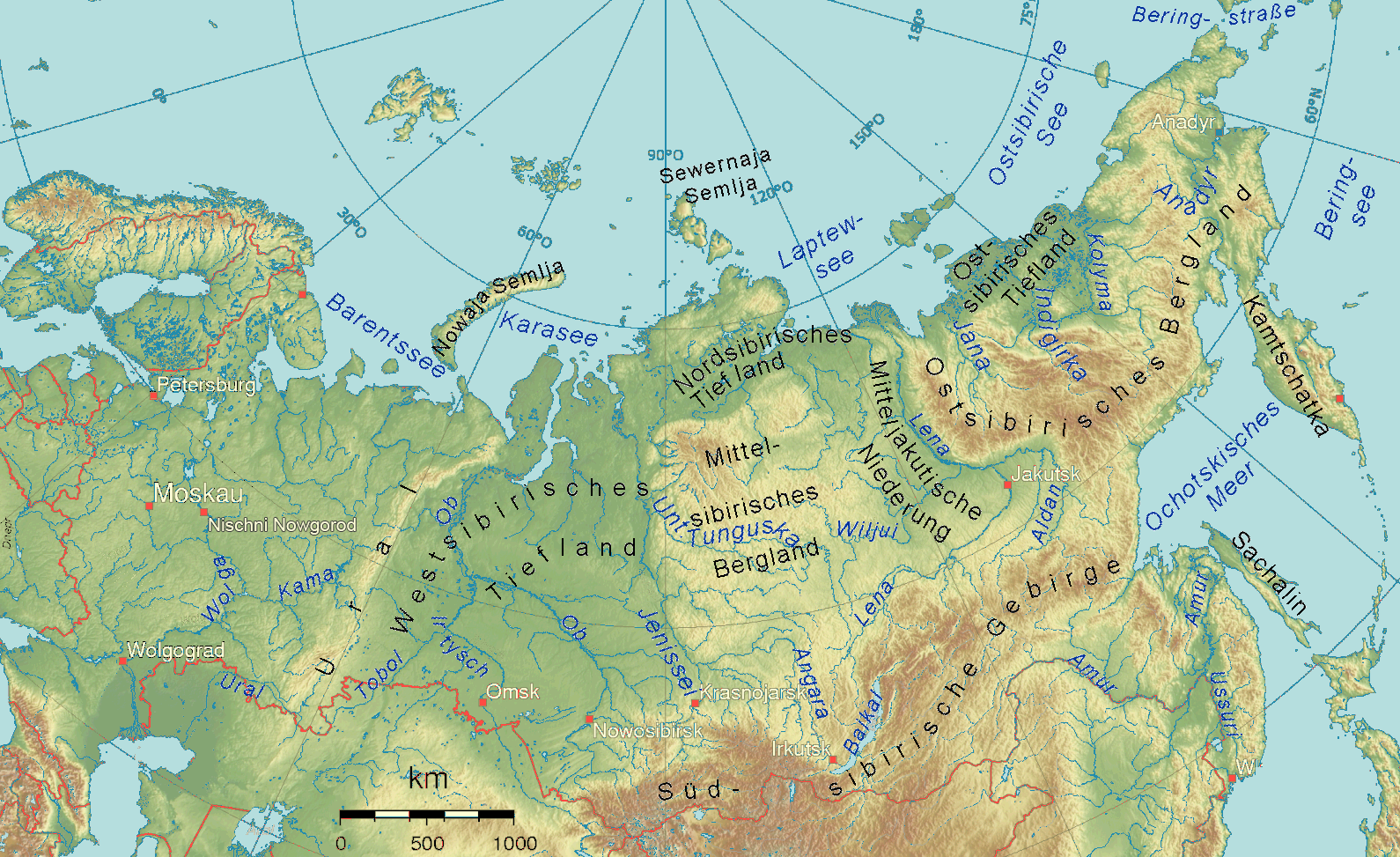
Großlandschaften und wichtigste Flüsse Sibiriens

Das Mittelsibirische Bergland (russisch Среднесибирское плоскогорье, Srednesibirskoje ploskogorje) ist eine der acht  Russischen Großlandschaften und eine Landschaft Sibiriens im asiatischen Teil Russlands. Es liegt im Zentrum Sibiriens zwischen den zwei großen Strömen Jenissei und Lena, etwa auf halber Strecke vom Ural zur russischen Pazifikküste.

## Geographische Lage
Das sehr weitläufige Mittelsibirische Bergland hat eine Fläche von fast zwei Millionen km². Es wird im Norden begrenzt vom Nordsibirischen Tiefland mit der sumpfigen Taimyrsenke, die südlich der großen Taimyrhalbinsel liegt. Die Südabgrenzung bilden die verschiedenen Südsibirischen Gebirge wie das Sajangebirge, das Baikal- und das Stanowoigebirge. Im Westen endet das Bergland auf fast der gesamten Nord-Süd-Achse am Jenissei, wo das Westsibirische Tiefland angrenzt. In Richtung Osten reicht das Bergland bis an die Mitteljakutische Niederung, die dem Unterlauf der Lena und einiger Nebenflüsse folgt. Östlich dieses Stroms ragt das Werchojansker Gebirge auf, das bereits zum Ostsibirischen Bergland gehört.

## Landschaftsbild
Bestimmt wird die Landschaft des Mittelsibirischen Berglands durch zumeist großflächige, stark zergliederte Plateaus und Bergketten, die durchschnittlich zwischen 500 und 700 m teils aber knapp über 1000 m hoch aufragen. Zum Beispiel ist sie im zentralen Wiljuiplateau bis 962 m und im Südwesten in den Jenisseibergen bis 1104 m hoch. Maximal erreicht es – im nordwestlichen Putorana-Gebirge – 1701 m Höhe.
Im Mittelsibirischen Bergland wachsen ausgedehnte boreale Nadelwälder, die in Richtung Norden in die Waldtundra und Tundra übergehen. In diesen nördlichen Regionen können sich wegen des Permafrosts und geringem Wassergehalt im Boden keine hohen Pflanzen, wie Bäume, entwickeln, sondern es herrschen Moose, Sträucher und Farne vor.

## Infrastruktur
Weil die meisten Straßen des riesigen Mittelsibirischen Berglands nicht befestigt sind, verwandeln sie sich – wenn die Böden im Frühjahr auftauen – wegen der zahlreichen Niederschläge in schlammige Rutschpisten. Somit sind sie die meiste Zeit des Jahres kaum oder nur schwer passierbar. Erst wenn sie sich im Winter durch den Frost zu betonharten Pisten verwandeln und es die Schneehöhe zulässt, kann man sie wieder gut befahren. Die wichtigsten Verkehrswege sind das Schienennetz, einige Fernstraßen, Flugverbindungen und die Schifffahrtswege der zahlreichen Flüsse, sofern diese nicht zugefroren sind.

## Bergwelt
Im Mittelsibirischen Bergland liegen unter anderem diese Teilgebirge (sortiert nach Höhe über dem Meeresspiegel, mit Lagenennung):
- Putorana-Gebirge (1701 m; Nordwesten)
- Jenisseirücken (Jenisseiberge; 1104 m; Südwesten)
- Wiljuiplateau (962 m; etwa im Zentrum und Richtung Osten)
- Anabarplateau (905 m; Norden)
- Lontokoiski-Kamen-Gebirge (760 m; äußerster Nordwesten)
- Czekanowskiberge (539 m; äußerster Nordosten)

Der höchste Berg des Berglands befindet sich mit dem Kamen im Putorana-Gebirge (1701 m).

## Fließgewässer
Zu den Fließgewässern des Mittelsibirischen Berglands gehören – Ströme mit Nebenflüssen, deren Zuflüssen bzw. Quellflüssen (Auswahl):
- Anabar – Strom zur Laptewsee (Nordpolarmeer)
- Cheta – Chatanga-Zufluss
- Jenissei – westliche Abgrenzung des Berglandes; Strom zur Karasee (Nordpolarmeer)
  - Angara (im Unterlauf auch Obere Tunguska genannt)
    - Tassejewa
      - Tschuna
      - Birjussa

  - Steinige Tunguska (Podkamennaja Tunguska)
    - Katanga
    - Tetere
    - Tschunja

  - Trockene Tunguska (Suchaja Tunguska)
  - Untere Tunguska (Nischnaja Tunguska)
    - Kotschetschum
      - Tembentschi

    - Sewernaja

  - Kureika
- Kotui – Chatanga-Zufluss
  - Moijero
- Lena – östliche Abgrenzung des Berglands; Strom zur Laptewsee (Nordpolarmeer)
  - Njuja
  - Wiljui
    - Marcha
      - Morkoka

    - Tschona

  - Linde
  - Muna
- Olenjok – Strom zur Laptewsee (Nordpolarmeer)
  - Siligir
- Pjassina – Strom zur Karasee (Nordpolarmeer)

## Ortschaften
Zu den Ortschaften (mit größeren Städten hauptsächlich in südlichen Regionen) im Mittelsibirischen Bergland, an seinen Rändern oder teils im Übergangsbereich zu den Südsibirischen Gebirgen gehören (alphabetisch sortiert):
| - Almasny - Angarsk - Bratsk - Irkutsk - Kansk | - Krasnojarsk - Mirny - Norilsk - Swetly - Tschernyschewski | - Turuchansk - Udatschny - Ust-Ilimsk |

Koordinaten: 68° 0′ N, 95° 0′ O